# المبرح
المبرح منطقة جغرافية تاريخية، اشتهرت بوقوعها على طريق الحج اليمني بين صنعاء ومكة المكرمة.

## الموقع
تبعد نحو كيلو متر واحد شمال الطريق المعبد، الذي يربط محافظة ظهران الجنوب بمحافظة سراة عبيدة٬ ويحدها من الجنوب جبل القهرة الرابض على الضفة الغربية لوادي المبرح٬ وجبل أقاوية الواقع على الضفة الشرقية للوادي٬ وعقبة ووادي أقاوية. أما من الجهة الشرقية فيحدها بالتسلسل من الجنوب إلى الشمال: جبل أقاوية، ثم سلسلة جبال المحجر المتصلة بسلسلة جبال الحرشة٬ ثم سلسلة جبال بني نظار. أما الحدود الغربية فتشرف على امتداد الوادي منطقة المحاجر٬ وهي المنطقة التي تفصل بين المبرح والطريق الأسفلتي العام الذي يربط مدينة ظهران الجنوب بسراة عبيدة.

## الوصف
يعد أحمد بن عيسى الرداعي وهو من شعراء القرن الثالث الهجري العاشر الميلادي، مِن أقدم منْ ذكر المبرح وغيلها خصوصًا في أرجوزته٬ وأشار إلى وقوعهما على مسار طريق الحج اليمني الأعلى خلال رحلة ذهابه وايابه من مسقط أرسه مدينة رداع في اليمن إلى مكة المكرمة لتأدية فريضة الحج.
ً
يشتمل موقع المبرح حاليًا على غيل مائي تحف بموقعه أشجار النخيل المكتظة٬ ومجموعة من الرسومات الصخرية الآدمية والحيوانية٬ والكتابات العربية القديمة٬ والنقوش العربية الإسلامية المبكرة٬ وأحدها مؤرخ في سنة 98 هـ الموافقق 717 - 716م. وجميع هذه الآثار الخطية والرسومات الصخرية نفذت على صخور الجبل المطل على المبرح من الجهة الشرقية. كما يحوي الموقع نفسه آثارًا لرصف مسار طريق الحج اليمني الأعلى وتسويته.

## وصلات خارجية
- صورة مسار الحج اليمني الأعلى في موقع المبرح